# NGC 4457
NGC 4457 (również PGC 41101 lub UGC 7609) – galaktyka spiralna z poprzeczką (SB0-a), znajdująca się w gwiazdozbiorze Panny. Odkrył ją William Herschel 23 lutego 1784 roku. Należy do Gromady w Pannie. Jest to galaktyka z aktywnym jądrem typu LINER.